# Rhipidocotyle lintoni
Rhipidocotyle lintoni är en plattmaskart. Rhipidocotyle lintoni ingår i släktet Rhipidocotyle och familjen Bucephalidae. Inga underarter finns listade i Catalogue of Life.